# Palazzo di Riserva
 (juin 2022).
Si vous disposez d'ouvrages ou d'articles de référence ou si vous connaissez des sites web de qualité traitant du thème abordé ici, merci de compléter l'article en donnant les références utiles à sa vérifiabilité et en les liant à la section « Notes et références ».
Le Palazzo di Riserva est un bâtiment historique situé à Parme. Il occupe un grand bloc entre les rues Garibaldi, Pisacane, Cavour et Melloni. Une partie de l'aile du bâtiment le long de la Strada Garibaldi abrite le musée Glauco Lombardi.

## Histoire
La zone où se dresse le palais était occupée depuis l'Antiquité par divers bâtiments. À partir de 1673, le duc Ranuccio II Farnèse achète progressivement plusieurs maisons sur le bloc, poussé par la nécessité de trouver de nouveaux espaces pour les résidences ducales, situées jusqu'alors dans le Palazzo Ducale (qui n'existe plus) et dans le Palazzo della Pilotta.
En 1687, le duc commanda la construction d'un nouveau théâtre ducal pour remplacer le théâtre Farnèse, devenu inadéquat, en raison de l'intense activité publique promue à cette époque par le duc lui-même. Le projet est confié à Stefano Lolli, qui réalise en quelques mois une élégante salle de spectacle ouverte au public, construite principalement en bois. Il comprenait une grande scène, des loges avec tribune et la loge ducale au-dessus de l'entrée.
À côté du théâtre, la maison et quelques appartements de la cour ducale ont été créés, reliés au palais ducal par un viaduc voûté, qui traversait l'actuelle Via Garibaldi. La famille Farnèse, cependant, ne se souciait pas de la décoration extérieure des résidences ducales, concentrant son attention, selon la coutume établie à l'époque dans diverses capitales européennes, dans la création de somptueux palais extra-urbains dans les anciennes résidences de Colorno et Sala Baganza. Ce n'est qu'avec l'arrivée à Parme en 1748 de Philippe de Bourbon et surtout après l'installation de Guillaume Du Tillot comme premier ministre que la nécessité d'un nouvel aménagement des résidences ducales à Parme fut prise en considération.
Vers 1750, le palais ducal est entièrement rénové avec la refonte des intérieurs et une nouvelle façade de style Louis XV. Cependant, le duc a continué à vivre dans une partie du bloc derrière l'église de San Pietro Martire (qui n'existe plus) et devant la nouvelle façade, et la duchesse dans le Palazzo di Riserva.
En 1766, le nouveau duc Ferdinand Ier chargea l'architecte Ennemond Petitot de concevoir un palais royal grandiose, face à une grande place, qui devait occuper la zone comprise entre la Pilotta et l'actuelle via Cavour. Le projet impliquait la démolition du palais ducal, de certaines parties du complexe dominicain et du palais della Riserva. Ce dernier avait été modernisé quelques années plus tôt, en 1760, par l'architecte lyonnais Morand.En 1763-1764, une bonne partie de l'étage noble donnant sur l'actuelle Via Garibaldi fut transformée sur un projet de Petitot en un élégant lieu de rencontre de la noblesse de la ville, appelé Casino dei Nobili.
Petitot dessine la façade néoclassique qui caractérise encore aujourd'hui le côté ouest du bâtiment de la réserve,   et agence les décors intérieurs, qui pourtant n'ont pas été construits selon le projet initial. Pour commencer la construction du nouveau palais royal en 1766 et 1767, certaines résidences ducales et privées ont été démolies le long de Strada San Barnaba (aujourd'hui Via Garibaldi), la chapelle de l'Inquisition annexée à l'église de San Pietro, le secteur ouest du Palais Ducal restauré seize ans plus tôt, et le viaduc qui le reliait au Palazzo della Riserva. Plus tard, les travaux se sont arrêtés en raison de problèmes financiers et le projet a été abandonné.
Vers 1768, la cour ducale achève l'acquisition de l'ensemble du bloc. Le duc Ferdinand a déménagé son appartement dans les nouveaux locaux et a fait préparer celui destiné à Marie-Amélie de Habsbourg, qu'il a épousée en 1769. Contrairement au duc Ferdinand, la duchesse Marie-Louise n'a pas établi sa résidence dans le Palazzo di Riserva, mais dans le palais Ducal, qui en 1833, sur un projet de Nicola Bettoli, a pris son aspect néoclassique.
Pendant la courte période où le duché de Parme fut gouverné par Charles III de Bourbon (1849-1854), le duc transféra sa résidence privée et le commandement général de son armée au Palazzo di Riserva. Au cours de ces années, la façade nord a été décorée en style néo-baroque qui la caractérisent encore aujourd'hui.
Après l'unification de l'Italie, le Palazzo di Riserva et les autres résidences ducales passèrent à l'État Royal. Une grande partie du mobilier somptueux  a été dispersée dans d'autres bureaux officiels du royaume d'Italie et ses locaux destinés à divers usages, publics et privés. Au cours de la première décennie du XXe siècle, il y a eu des interventions importantes : la démolition du viaduc Ferdinandeo, qui reliait le palais au monastère de San Paolo, l'agrandissement de l'ancienne allée du Théâtre (aujourd'hui Via Pisacane), avec en conséquence la rétraction de la façade sud et la démolition des liaisons surélevées qui reliaient le Palazzo di Riserva à un bâtiment lui faisant face, lui-même relié par un viaduc à l'ancien poste de garde souverain (aujourd'hui Palazzo della Provincia).
Entre 1906 et 1908, le nouveau siège des Postes et Télégraphes est construit dans la zone autrefois occupée par le Théâtre Ducal. Le théâtre n'était plus en activité depuis 1829, date à laquelle il fut abandonné après la construction du Teatro Regio et plus tard démoli.
Après la guerre, le Palais Ducal, gravement endommagé en 1944 par un bombardement aérien, a également été démoli, laissant au Palazzo di Riserva le rôle de dernier précieux souvenir de l'ancienne résidence urbaine de la cour ducale.
Dans les années 1950, l'antiquaire Glauco Lombardi a commencé à transférer la collection d'objets d'art et d'autres artefacts historiques de la période napoléonienne et Maria Luigia, patiemment collectés au fil des ans, des locaux du Palazzo Ducale de Colorno au nouveau siège du Palazzo di Riserva. Le Musée Glauco Lombardi a été inauguré en 1961 par le Président de la République Giovanni Gronchi.
L'aile nord du palais, où se trouvait la résidence du duc Ferdinand, abrite depuis 1866 la Société de lecture et de conversation de Parme, une institution culturelle fondée en 1858 à l'initiative du comte Filippo Linati. À l'intérieur, le Salone di San Paolo, dont la décoration a été réalisée en 1837 sur un dessin de Paolo Gazzola et destiné par la duchesse comme salle de bal, conserve encore le mobilier néoclassique de l'époque de Marie-Louise.

## Galerie

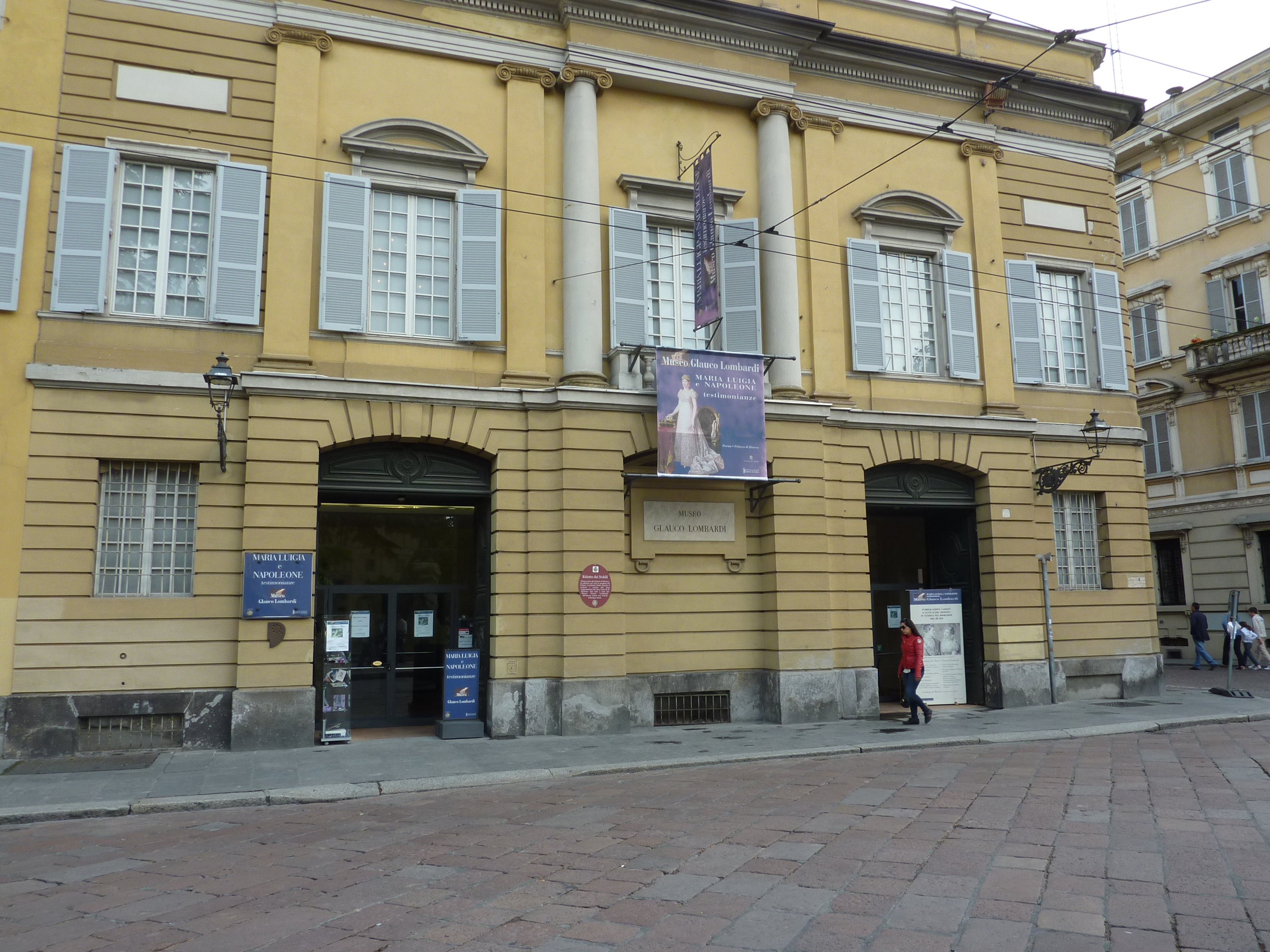
L'entrée du Musée Lombardi.
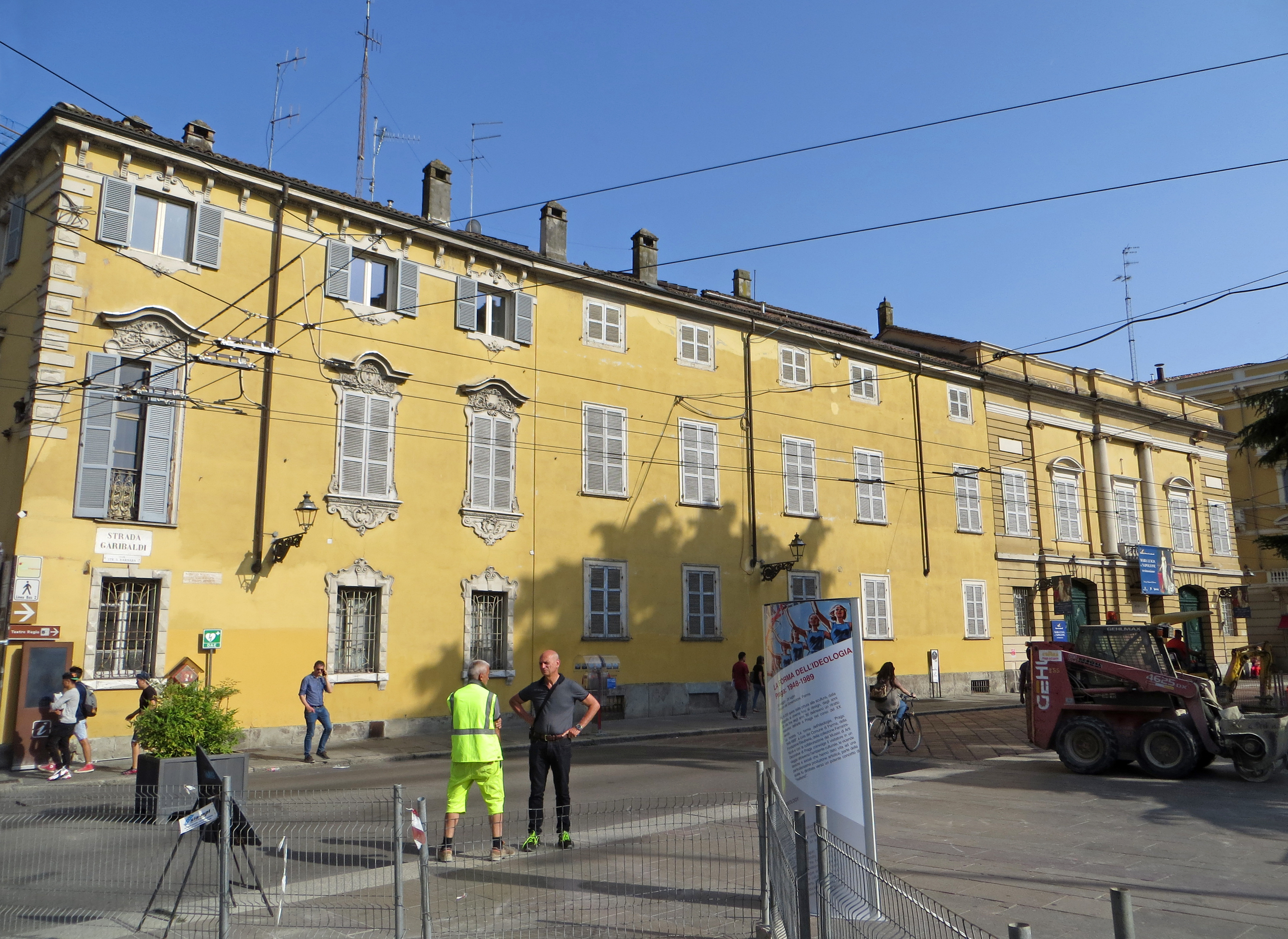
Le Palazzo di Riserva le long de Strada Garibaldi.
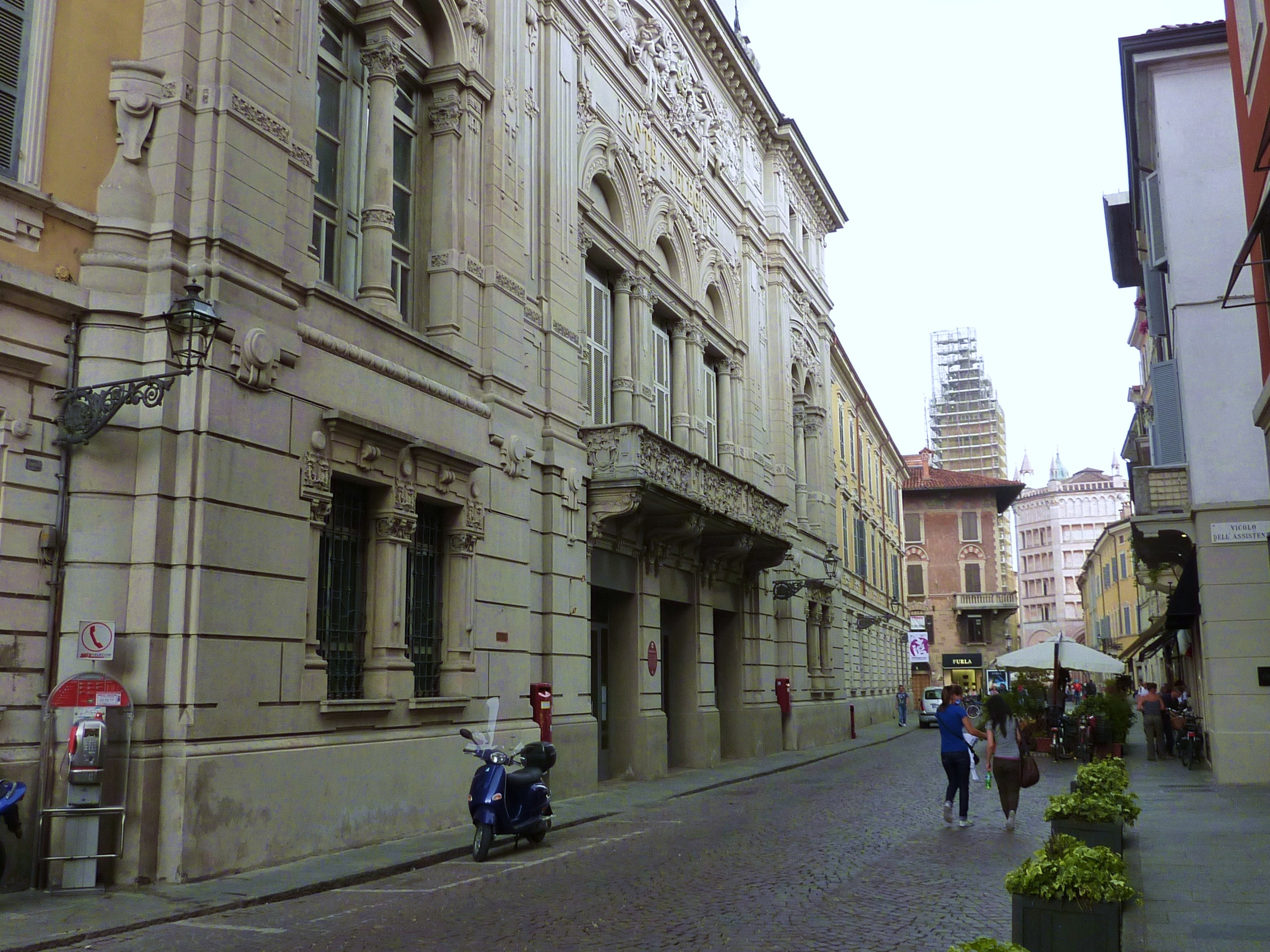
Le Palazzo di Riserva le long de via Pisacane, avec la Poste Centrale de Parme.
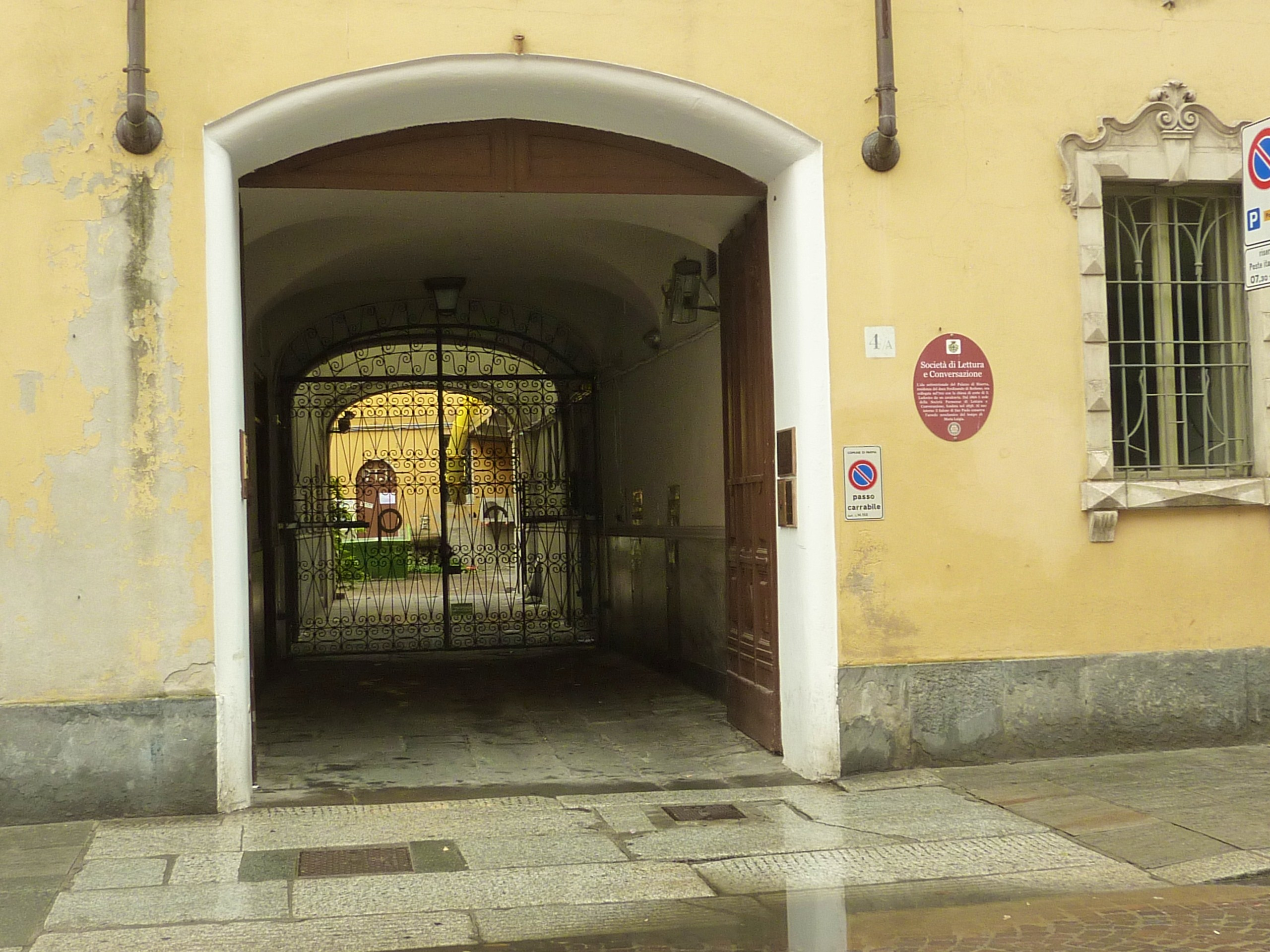
L'entrée de la Société de lecture